# Északi evangélikus egyházkerület
Az Északi evangélikus egyházkerület a Magyarországi Evangélikus Egyház három egyházkerületének egyike. Székhelye Budapesten található. 79 evangélikus egyházközség alkotja, Magyarország hét régiója közül Észak-Magyarország, Észak-Alföld és – Budapest pesti oldalának kivételével – Közép-Magyarország területét fedi le. Ezen a területen mintegy 100 000-en vallották magukat evangélikusnak a 2001-es népszámláláson – 90 lelkész szolgál közöttük. Az egyházkerület 1952-ben jött létre, alapvetően a korábbi dunáninneni és tiszai egyházkerületek gyülekezeteiből, de a dunántúli kerület és a bányai kerület több gyülekezete is hozzá került. Területe 2000-ben jelentősen megváltozott, amikor az addigi két kerület mellé, jórészt az északi egyházkerület több egyházmegyéjéből újra felállították a Nyugati (Dunántúli) Egyházkerületet.

## Története
Már a trianoni békeszerződés utáni években is felmerült a kicsire zsugorodott dunáninneni és tiszai egyházkerületek összevonása. De az ősi kerületek gyülekezetei ragaszkodtak a történelmi keretekhez. 1952-ben pártállami nyomásra – nem utolsósorban Turóczy Zoltán és Szabó József püspökök eltávolításának a céljával – számolta fel a zsinat a négy egyházkerületet, és állított fel helyettük két újat. Az Északi Egyházkerület 1952. július 1-jei hatállyal jött létre, első püspöke az addigi tiszai egyházkerületi püspök, Vető Lajos, egyházkerületi felügyelője Margócsy Emil, az addigi tiszai kerületi felügyelő lett. Az egyházkerület területét a dunáninneni és tiszai kerületek, a dunántúli egyházkerület északi fele és a bányai egyházkerület budai gyülekezetei alkották. Az egyházmegyei határok ugyanekkori átrajzolásával a kerületet – egészen 2000-ig – nyolc egyházmegye alkotta: a Borsod-Hevesi, Budai, Fejér-Komáromi, Győr-Soproni, Hajdú-Szabolcsi, Nógrádi, Vasi és Veszprémi Egyházmegyék. Az első néhány év az egyházkerület számára is a megfélemlítés és az egyházi élet visszaszorításának időszaka volt.
A kommunista diktatúra évei után az 1956-os forradalom hatására Vető püspök november 1-jén lemondott hivataláról, így 1957 januárjában a kerület gyülekezetei szabadon választhatták meg Turóczy Zoltánt püspöküknek, Mády Zoltánt pedig kerületi felügyelőnek. Hivatalukba 1957. február 6-án iktatta be őket Ordass Lajos déli egyházkerületi püspök, de az Állami Egyházügyi Hivatal december elején félreállította őket, és újra Vető Lajos került az északi kerület élére. Őt Ottlyk Ernő, majd Nagy Gyula követte. Nagy Gyula püspök a rendszerváltáskor, 1990 elején lemondott, nyugdíjba vonult. Utódjának a gyülekezetek Szebik Imre budai esperest választották, akit 1990. március 17-én iktattak be hivatalába.
2000-ben harmadik kerületként újra létrejött a Nyugati (Dunántúli) Egyházkerület, és az északi kerülettől hozzá került a Fejér-Komáromi, Győr-Soproni, Vasi és Veszprémi Egyházmegye. Viszont a déli kerülettől átkerült Északhoz a Dél-Pest Megyei és az Észak-Pest Megyei Egyházmegye, így az egyházkerületnek hat egyházmegyéje lett. 2006-ban Szebik Imre elérte a nyugdíjkorhatárt, a kerület Dr. Fabiny Tamás teológiai tanárt választotta meg utódjának, beiktatására 2006. március 25-én került sor Miskolcon.
| | |                |                     |
| \| N \| Név \| Szolgálati idő \| Megjegyzés \| \| -- \| ---------------- \| -------------- \| ------------------- \| \| 1. \| Dr. Vető Lajos \| 1952–1956 \| Első püspöksége. \| \| 2. \| Túróczy Zoltán \| 1957 \| \| \| 3. \| Dr. Vető Lajos \| 1957–1967 \| Második püspöksége. \| \| 4. \| Dr. Ottlyk Ernő \| 1967–1982 \| \| \| 5. \| Dr. Nagy Gyula \| 1982–1990 \| \| \| 6. \| Szebik Imre \| 1990–2006 \| \| \| 7. \| Dr. Fabiny Tamás \| 2006–napjaink \| \| | Margócsy Emil 1952–1954 Mády Zoltán 1957 Dr. Fekete Zoltán 1958–1973 Dr. Mihály Dezső 1974–1983 Farkasházi Ferenc 1987–2000 Benczúr László 2000–2012 Dr. Fábri György 2012–napjaink |                |                     |
| N | Név | Szolgálati idő | Megjegyzés          |
| 1. | Dr. Vető Lajos | 1952–1956      | Első püspöksége.    |
| 2. | Túróczy Zoltán | 1957           |                     |
| 3. | Dr. Vető Lajos | 1957–1967      | Második püspöksége. |
| 4. | Dr. Ottlyk Ernő | 1967–1982      |                     |
| 5. | Dr. Nagy Gyula | 1982–1990      |                     |
| 6. | Szebik Imre | 1990–2006      |                     |
| 7. | Dr. Fabiny Tamás | 2006–napjaink  |                     |

## Szervezeti felépítés
79 egyházközség található az egyházkerület területén, ezek 6 egyházmegyét alkotnak:
| - Borsod-Hevesi Evangélikus Egyházmegye Esperese: Buday Barnabás (arnóti lelkész) Egyházmegyei felügyelője: Barcsák Pálné Egyházközségek száma: 9 - Budai Evangélikus Egyházmegye Esperese: Keczkó Pál (budahegyvidéki lelkész) Egyházmegyei felügyelője: Dobó György Egyházközségek száma: 15 - Dél-Pest Megyei Evangélikus Egyházmegye Esperese: Győri Péter Benjámin (szolnoki lelkész) Egyházmegyei felügyelője: Bárdossy Tamás Egyházközségek száma: 14 | - Észak-Pest Megyei Evangélikus Egyházmegye Esperese: Babka László (ikladi lelkész) Egyházmegyei felügyelője: Roncz Béla Egyházközségek száma: 16 - Hajdú-Szabolcsi Evangélikus Egyházmegye Esperese: Zsarnai Krisztián (nyíregyházi lelkész) Egyházmegyei felügyelője: Veczán László Egyházközségek száma: 7 - Nógrádi Evangélikus Egyházmegye Esperese: Szabó András (vanyarci lelkész) Egyházmegyei felügyelője: Koncz István Egyházközségek száma: 18 |

Az egyházközségek felsorolását lásd: Magyarországi evangélikus egyházközségek listája
Az egyházkerület jelenlegi vezetése:
- Dr. Fabiny Tamás püspök
- Dr. Fábri György egyházkerületi felügyelő
- Keczkó Pál püspökhelyettes
- Csengeri Tamás egyházkerületi másodfelügyelő

## Evangélikus intézmények az egyházkerület területén
- Az Evangélikus Egyház Aszódi Petőfi Gimnáziuma, Szakképző Iskolája és Kollégiuma, Aszód
- Evangélikus Kossuth Lajos Gimnázium és Pedagógiai Szakközépiskola, Miskolc
- Luther Márton Kollégium, NyíregyházaAz aszódi evangélikus gimnázium

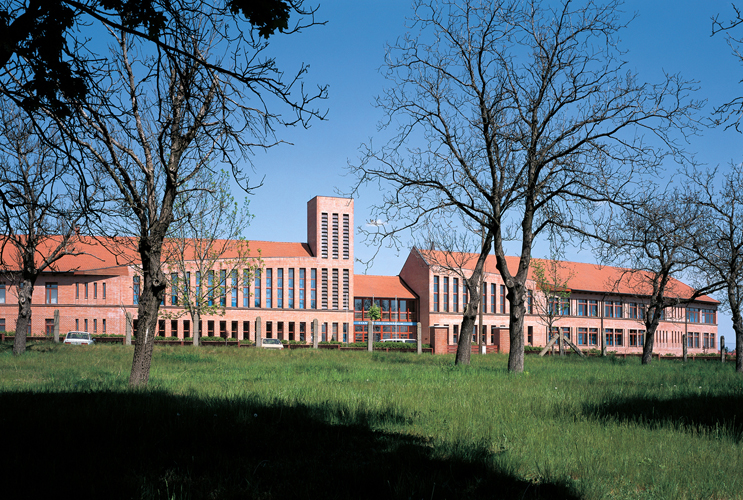
Az aszódi evangélikus gimnázium

- Nyíregyházi Evangélikus Kossuth Lajos Gimnázium, Nyíregyháza
- Alberti Evangélikus Általános Iskola, Albertirsa
- Kossuth Lajos Evangélikus Általános Iskola, Miskolc
- Túróczy Zoltán Evangélikus Angol Két Tanítási Nyelvű Általános Iskola és Óvoda, Nyíregyháza
- Alberti Evangélikus Egyházközség Óvodája, Albertirsa
- Irsai Evangélikus Egyházközség Mustármag Óvodája, Albertirsa
- Szentendrei Evangélikus Zenei Óvoda, Szentendre
- Szivárvány Evangélikus Keresztyén Óvoda, Nagytarcsa
- Váci Evangélikus Óvoda, Vác
- Kántorképző Intézet, Fót
- Emmaus Evangélikus Szeretetotthon, Nyíregyháza
- Evangélikus Papnék Johannita Szeretetotthon, Kistarcsa
- Evangélikus Szeretetház, Balassagyarmat
- Élim Evangélikus Szeretetotthon, Nyíregyháza
- Fébé Evangélikus Diakonissza Anyaház, Budapest
- Filadelfia Szociális Központ, Nyírtelek
- Gaudiopolis Békásmegyeri Evangélikus Szeretetház, Budapest
- Joób Olivér Gondozó és Rehabilitációs Szeretetintézmény, Nyíregyháza
- Oltalom Szeretetszolgálat, Nyíregyháza
- Káldy Zoltán Evangélikus Szeretetotthon, Albertirsa
- Sarepta Budai Evangélikus Szeretetotthon, Idősek és Fogyatékos Személyek Otthona, Budapest
- Siló Társas Lakóotthon és Önálló Élet Központ, Piliscsaba
- Tessedik Sámuel Családok Átmeneti Otthona, Gödöllő
- Tessedik Sámuel Idősek Otthona, Gödöllő
- Béthel Missziói Otthon, Piliscsaba
- Szabó József Tanulmányi Ház, Balassagyarmat